# Ricardo Gallego Redondo
Ricardo Gallego Redondo (Madrid, 8 de febrer de 1959) és un exfutbolista madrileny. Va desenvolupar la major part de la seva carrera al Reial Madrid CF. Va ser internacional amb la selecció espanyola.

## Palmarès
| Títol               | Club         | País    | Any     |
| ------------------- | ------------ | ------- | ------- |
| Copa del Rei        | Reial Madrid | Espanya | 1981-82 |
| Copa de la Lliga    | Real Madrid  | Espanya | 1984-85 |
| Copa de la UEFA     | Real Madrid  | Espanya | 1984-85 |
| Lliga espanyola     | Real Madrid  | Espanya | 1985-86 |
| Copa de la UEFA     | Real Madrid  | Espanya | 1985-86 |
| Lliga espanyola     | Real Madrid  | Espanya | 1986-87 |
| Lliga espanyola     | Real Madrid  | Espanya | 1987-88 |
| Supercopa d'Espanya | Real Madrid  | Espanya | 1988    |
| Lliga espanyola     | Real Madrid  | Espanya | 1988-89 |
| Copa del Rei        | Real Madrid  | Espanya | 1988-89 |